# Microtus dogramacii
Microtus dogramacii — вид мишоподібних ссавців з родини хом'якових.

## Морфологія
Вид близький до M. socialis, але відрізняється за пропорціями черепа та каріотипом.

## Середовище проживання
Вид обмежений центральним районом Туреччини. Знайдений на висотах від 200 до 800 метрів. Проживає у відкритих сухих місцях проживання, включаючи сільськогосподарські угіддя
Частина східного краю ареалу припадає на природоохоронну зону озера Туз (оголошену в 2000 році), яка погано керується для охорони природи і скоротилася за останні 5 років.

## Назва
Вид названо на честь турецького теріолога професора доктора Саліха Дограмаці (Salih Doğramaci, р. н. 1998)